# 피터 하인
피터 하인(Peter Hein)은 인도의 배우이다. 타밀족 아버지와 베트남인 어머니 사이에서 태어났으며 타밀어, 텔루구어, 말라얄람어, 힌디어, 칸나다어, 싱할라어 영화 작품에서 스턴트 배우로 출연했다.